# Флаг сельского поселения Чисменское
Флаг муниципального образования сельское поселение Чи́сменское Волоколамского муниципального района Московской области Российской Федерации — опознавательно-правовой знак, служащий официальным символом муниципального образования.
Флаг утверждён 24 ноября 2006 года и внесён в Государственный геральдический регистр Российской Федерации с присвоением регистрационного номера 2720.

## Описание
Описание флага, утверждённое решением Совета депутатов сельского поселения Чисменское от 24 ноября 2006 года № 60/13, гласило:
Флаг сельского поселения Чисменское представляет собой прямоугольное полотнище с соотношением ширины к длине 2:3, состоящее из красной (шириной в 3/4) и зелёной (шириной 1/4) горизонтальной полосы; в середине красной части изображены 6 жёлтых частично перекрывающих друг друга миндалевидных щитов, нижние концы которых скрыты зелёной полосой.
30 сентября 2011 года, решением Совета депутатов сельского поселения Чисменское № 121/18, было признано утратившим силу решение от 24 ноября 2006 года № 60/13 и утверждено новое положение о флаге муниципального образования. Среди прочего было незначительно изменено описание флага:
Флаг сельского поселения Чисменское представляет собой прямоугольное полотнище с соотношением ширины к длине 2:3 и состоящее из красной (шириной 3/4) и зелёной (шириной 1/4) горизонтальных полос. В середине красной полосы изображены 6 жёлтых частично перекрывающих друг друга миндалевидных щитов, нижние концы которых скрыты зелёной полосой.

## Символика
Флаг сельского поселения Чисменское разработан на основе герба сельского поселения и языком символов и аллегорий отражает его исторические особенности.
В годы Великой Отечественной войны бойцы 4-й роты, 2-го батальона, 1075-го стрелкового полка, 316-й стрелковой дивизии (командир дивизии — И. В. Панфилов) во главе с политруком В. Г. Клочковым осуществляли оборону в районе разъезда Дубосеково. 16 ноября 1941 года в ходе 4-х часового боя панфиловцы уничтожили 18 вражеских танков. Почти все 28 героев погибли, но не пропустили врага к стенам Москвы. 21 июля 1942 года, указом Президиума Верховного Совета СССР, всем участникам этого боя было присвоено звание Героя Советского Союза.
В их честь в 1975 году был сооружён мемориал героев-панфиловцев, основу которого составили шесть фигур воинов-защитников Москвы.
Этот подвиг нашёл отражение на флаге сельского поселения, в состав которого входит указанный разъезд (ныне станция). Шесть щитов аллегорически отражают интернациональный состав погибших панфиловцев (его составляли бойцы шести национальностей). Расположение щитов воткнутыми в землю с перекрытием друг друга символизирует стойкость и сплочённость бойцов не оставивших врагу ни шанса для прорыва на Москву.
Красный цвет символизирует мужество, стойкость, отвагу, самопожертвование.
Зелёный цвет символизирует весну, природу, надежду.
Жёлтый цвет (золото) — символ высшей ценности, величия, великодушия, богатства.